# Handwerkskammer Schwerin
Die Handwerkskammer Schwerin vertritt als Körperschaft des öffentlichen Rechts die Interessen der Handwerksbetriebe und handwerksähnlichen Betriebe in Schwerin und in den Landkreisen Nordwestmecklenburg, Ludwigslust-Parchim und Landkreis Rostock (Altkreis Güstrow). Die Handwerkskammer hat ihren Sitz im Zentrum der Stadt Schwerin in der Friedensstraße. Es gibt 7.700 Mitgliedsbetriebe.

## Geschichte
Am 19. Juli 1900 wurde die Mecklenburgische Handwerkskammer zu Schwerin gegründet, ihr Bezirk umfasste die Länder Mecklenburg-Schwerin und Mecklenburg-Strelitz. Die Aufsicht über die Kammer führte das Großherzogliche Mecklenburgische Ministerium, Abteilung des Innern.
Zur ersten ordentlichen Vollversammlung waren sämtliche Mitglieder sowie die Mitglieder des Gesellenausschusses geladen. Gründungspräsident wurde der Schweriner Hofmaurermeister Ludwig Clewe.
Aufgabe der Handwerkskammer war die Vertretung der Gesamtinteressen des Handwerks, die Regelung des Lehrlingswesens und die Beachtung der für das Lehrlingswesen geltenden Vorschriften sowie die Staats- und Gemeindebehörden in der Förderung des Handwerks zu unterstützen. Zu den weiteren Aufgaben zählten die öffentliche Aufstellung und Vereidigung von Sachverständigen, Beratung von Wünschen und Anträge von Seiten des Handwerks und Kontakt zu den Behörden aufzunehmen und die Bildung von Prüfungsausschüssen.
Gebildet wurde ein Ausschuss, der über Beanstandungen von Beschlüssen der Prüfungsausschüsse (Berufungsausschuss)zu entscheiden hatte. Zu seinen Aufgaben gehörte schließlich die Führung eines Verzeichnisses (Handwerksrolle) in dem alle, die selbständig ein Gewerk ausübten, einzutragen waren.
1904 kaufte die Handwerkskammer drei Achtelteile des Quartierhauses in der Grenadierstraße (heutige Friedensstraße 4) als ihr eigenes Gebäude, wo eine Geschäftsstelle und eine dauernde gewerbliche Ausstellung eingerichtet wurden.
1910 erstreckte sich der Kammerbezirk über 16.000 Quadratkilometer mit 728.000 Einwohnern und zählte 509 Innungen mit ca. 18.000 Betrieben.
1933 begannen auch für die Kammerorganisation wechselvolle Jahre. Immer wieder wurden der Status und das hoheitliche Wirken der Kammer verändert, bis sie nach 1945 ganz unter alleinige staatliche Hoheit gestellt wurde.
Mit der Wende 1990 begann der Neuaufbau der Handwerkskammer zu einer Selbstverwaltungsorganisation. Gewählte Arbeitgeber und Arbeitnehmer aus den Handwerksbetrieben bilden seitdem die 24-köpfige Vollversammlung als oberstes Organ (16 Arbeitgeber, 8 Arbeitnehmer).

## Bildungs- und Technologiezentrum der Handwerkskammer Schwerin
Die Handwerkskammer Schwerin hat Mitte der 1990er Jahre in der Werkstraße eine Bildungseinrichtung errichtet. Das Bildungs- und Technologiezentrum dient der Bereitstellung von Fachpersonal für Handwerks- und Industriebereiche und zur Vermittlung spezifischer Arbeitstechniken.
Als Meisterschule bietet das Bildungs- und Technologiezentrum die fachtheoretische und fachpraktische Meisterausbildung für Elektrotechnik, Installateur- und Heizungsbau, Metallbau, Kfz-Technik, Friseur, Kachelofen- und Luftheizungsbau, Maler und Lackierer sowie Tischler an.
Die fachübergreifenden Teile III und IV werden sowohl berufsbegleitend als auch in Vollzeit angeboten.
Darüber hinaus werden kaufmännisch-rechtliche und technische Weiterbildungen durchgeführt, zum Beispiel der Geprüfter Betriebswirt nach der Handwerksordnung (HWK), der Kaufmännische Fachwirt (HWK), der Gebäudeenergieberater (HWK) oder der Restaurator im Handwerk. Die Handwerksbetriebe werden durch das Bildungszentrum auch in der Ausbildung ihres Nachwuchses unterstützt. Die Überbetriebliche Lehrlingsunterweisung im Bildungs- und Technologiezentrum ergänzt die Ausbildung im Betrieb um spezielle Inhalte und Techniken.